# Lettele
Lettele est un village néerlandais situé dans la commune de Deventer, en province d'Overijssel. Lors du recensement de 2019, il compte 1 695 habitants. Jusqu'au 1er janvier 1999, Lettele fait partie de la commune de Diepenveen, date de son rattachement à Deventer. Carlijn Achtereekte, médaillée olympique en patinage sur glace, est native du village.